# Neotachina obtusa
Neotachina obtusa là một loài ruồi trong họ Tachinidae.